# Llengua ammonita
|  | No s'ha de confondre amb Llengua amorrita. |

L'ammonita va ser un antic dialecte canaanita utilitzat pels ammonites. Se situaven al nord de l'actual Jordània (la capital de la qual, Amman, ha pres d'ells el seu nom).
De l'idioma ammonita sobreviuen solament alguns fragments. Destaca sobretot la inscripció de la ciutadella d'Amman, del segle xi aC, l'ampolla de bronze de Tell Siran (segle VII-VI aC) i uns pocs òstracons.
Fins on pot determinar-se en funció del reduït corpus trobat, l'ammonita era extremadament similar a l'hebreu bíblic, amb certes possibles influències aramees. Aquestes inclourien l'ús del verb ʿbd (עבד) en lloc de la més comuna ʿśh (עשה). L'única diferència notable amb l'hebreu bíblic és la retenció esporàdica de la marca -t del femení singular (p. ex. ʾšħt, «cisterna» però ʿlyh «elevada»).
D'acord amb Glottolog no era un idioma diferenciat de l'hebreu.